# Когнітивна свобода
Когнітивна свобода або право на психічне самовизначення — свобода індивіда контролювати свої власні психічні процеси, пізнання та свідомість. Дане поняття розширює такі поняття, як свобода думки і совісті, і свобода дії по відношенню до свого тіла. Когнітивна свобода не є визнаним правом в міжнародних договорах з прав людини, однак вона отримала обмежений рівень визнання в США.
Неурядова організація «Центр когнітивної свободи та етики» визначає поняття когнітивної свободи як «право кожного мислити незалежно і автономно, використовувати всі здібності свого розуму і відчувати будь-які форми розумового процесу» (англ. «the right of each individual to think independently and autonomously, to use the full spectrum of his or her mind, and to engage in multiple modes of thought»).
Володіння когнітивної свободою означає бути необмеженим у способах досягнення змінених станів свідомості, незважаючи на те, чи є таким способом практика медитації, йоги, холотропного дихання, використання психоактивних речовин (наприклад, психоделіків, психостимуляторів і речовин інших груп), нейротехнології і т. ін.
Оскільки психоактивні речовини є потужним методом зміни когнітивного функціонування, багато прихильників когнітивної свободи є також прихильниками реформи закону про наркотики, прихильниками легалізації наркотиків, стверджуючи, що «війна з наркотиками» насправді є «війною з психічними станами» і «війною з самою свідомістю».
«Центр когнітивної свободи та етики», а також інші групи, що займаються пропагандою когнітивної свободи, подібні до Cognitive Liberty UK (з англ. «Когнітивна Свобода Великої Британії»), виступають за перегляд та реформування закону про заборону наркотиків. Один з принципів «Центру когнітивної свободи та етики»: «уряди не повинні злочинно забороняти посилення когнітивних функцій або досвід будь-якого психічного стану» (англ. «governments should not criminally prohibit cognitive enhancement or the experience of any mental state»).
Теренс Маккенна писа́в:

«Ми маємо лише половину карт до тих пір, поки ми терпимо кардиналів уряду і науки, які вказують нам, куди людська цікавість може законно спрямовувати свою увагу і куди ні. По суті, це абсолютно безглузда ситуація. По суті, це питання цивільного права, оскільки те, що ми обговорюємо, є придушенням релігійного почуття, і навіть не просто одного з них, а самого основного».
Оригінальний текст (англ.)
[«We're playing with half a deck as long as we tolerate that the cardinals of government and science should dictate where human curiousity can legitimately send its attention and where it can not. It's an essentially preposterous situation. It is essentially a civil rights issue, because what we're talking about here is the repression of a religious sensibility. In fact, not a religious sensibility, the religious sensibility.»] Помилка: [undefined] Помилка: {{Lang}}: немає тексту (допомога): текст вже має курсивний шрифт (допомога)
— Terence McKenna. Non-ordinary States of Reality Through Vision Plants
Тімоті Лірі підсумував дану концепцію за допомогою постулювання «двох нових заповідей молекулярного століття»:

- I. Ти не повинен змінювати свідомість ближнього.
- II. Ти не повинен заважати ближньому змінювати його власну свідомість.

Оригінальний текст (англ.)
* I. Thou shalt not alter the consciousness of thy fellow man. * II. Thou shalt not prevent thy fellow man from altering his own consciousness.
— Timothy Leary. The Politics of Ecstasy

## Когнітивна свобода і права людини
Когнітивна свобода в даний час не визнається як право людини яким-небудь міжнародним договором з прав людини. Хоча свобода думки визнається у статті 18 Загальної декларації прав людини, вона відрізняється від когнітивної свободи в тому сенсі, що перша стосується захисту свободи людини мислити незалежно від того, що вона хоче, тоді як когнітивна свобода пов'язана із захистом свободи людини мислити так, як вона хоче. Когнітивна свобода прагне захищати право людини визначати власний стан розуму і бути вільним від зовнішнього контролю над своїм станом розуму, а не просто захищати зміст думок. Було висловлено припущення про те, що відсутність захисту когнітивної свободи в попередніх документах з прав людини пояснюється відносною відсутністю технологій, здатних безпосередньо втручатися в розумову автономію в той час, коли були створені основні договори з прав людини. Оскільки людський розум вважався невразливим для прямого маніпулювання, контролю або зміни, захищати людей від небажаного психічного втручання вважалось непотрібним. Разом з тим, завдяки сучасним досягненням у галузі нейронаук, стверджується, що такий явний захист стає все більш необхідним.
Когнітивна свобода може розглядатися як розширення або «оновлення» права на свободу думки. Тепер слід розуміти, що свобода думки повинна включати право визначати власний психічний стан, а також зміст своїх думок. Однак деякі дослідники стверджують, що когнітивна свобода вже є невід'ємною частиною міжнародних рамок прав людини, як принцип, що лежить в основі прав на свободу думки і релігії. Свобода мислити будь-яким способом, який ви обираєте, є «необхідною попередньою умовою для гарантованих свобод». Даніель Уотерман і Вільям Кейсі Хардисон стверджують, що когнітивна свобода є основоположною для свободи думки. Було також висловлено думку про те, що когнітивна свобода може розглядатися як невід'ємна гідність людей, як це визначено у статті 1 Загальної декларації прав людини.
Однак більшість прихильників когнітивної свободи згодні з тим, що когнітивна свобода повинна бути визнана як право людини, щоб належним чином забезпечити захист індивідуальної когнітивної автономії.